# Inscrição Laguna Copperplate
A Inscrição em Placa de Cobre de Laguna (Filipino: Sulat na inukit sa binatbat na tanso sa Laguna) é um certificado oficial de quitação de dívida, gravado em uma placa de cobre no ano 822 da era Śaka (900 d.C. no Calendário gregoriano). Trata‑se do documento datado mais antigo já encontrado nas Filipinas.
A placa foi encontrada em 1987 por um trabalhador próximo à foz do rio Lumbang, em Wawa, Lumban, Laguna, nas Filipinas. A inscrição foi redigida principalmente em malaio antigo com o uso do antigo escrita kawi, incorporando vários termos técnicos em sânscrito e honrarias possivelmente em Javanês antigo ou Tagalo antigo. Após sua descoberta, o texto foi traduzido pela primeira vez em 1991 por Antoon Postma, antropólogo holandês e pesquisador da Escrita hanunó'o.
A inscrição menciona a existência e os nomes de diversos estados vizinhos em 900 d.C., como a cidade‑estado tagala de Tondo. Alguns historiadores associam o topônimo Medang presente na inscrição ao Palácio de Medang em Java naquele período, embora o termo seja comum nas línguas malaio‑polinésias.

## Descrição
A placa é feita de cobre e mede cerca de 20 by 30 centímetros (7,9 pol × 12 pol), com as palavras cunhadas diretamente no metal. Difere dos pergaminhos javaneses da época, nos quais as inscrições eram gravadas em rolos de metal aquecidos e amolecidos.

O texto data o documento para o ano 822 da era Śaka, no mês de Vaisakha, quarto dia da quinzena minguante, no dia da semana Somavara, equivalente a segunda‑feira, 21 de abril de 900 no Calendário juliano. O texto principal é em malaio antigo, com numerosos empréstimos do sânscrito e alguns elementos lexicais possivelmente oriundos do javanês antigo. Termos sânscritos são usados em contextos técnicos, enquanto vocábulos javaneses aparecem em fórmulas de tratamento. O malaio antigo empregado difere dos registros encontrados em Java e Sumatra. O documento concede aos herdeiros de Namwaran a remissão de uma dívida em ouro de 1 kati e 8 suwarnas (865 gramas; 27,8 onças troy).